# Albert M. Wolters
Albert Marten « Al » Wolters (né en 1942) est professeur émérite de religion au Redeemer University College à Ancaster, Ontario (près de Hamilton) . Il est décrit comme une "figure imposante" dans le panthéon néo-calviniste kuypérien .

## Biographie
Né aux Pays-Bas le 30 mars 1942, Wolters étudie au Calvin College (BA, 1964), à l'Université libre d'Amsterdam (PhD, 1972) et à l'Université McMaster (MA, 1987) .
Le livre le plus connu de Wolters est Creation Regained: Biblical Basics for a Reformational Worldview, initialement publié en 1985  avec une deuxième édition en 2005 . Il est traduit en espagnol  et dans d'autres langues .
Suivant la tradition d'écrivains réformés comme Abraham Kuyper, Herman Bavinck, Herman Dooyeweerd (en) et D. H. Th. Vollenhoven, Wolters décrit une vision du monde basée sur les catégories de la création, de la chute et de la rédemption.
Wolters fait une étude particulière du rouleau de cuivre, l'un des rouleaux de la mer Morte. Il publie plusieurs articles sur le sujet  ainsi qu'une brochure The Copper Scroll: Overview, Text and Translation en supplément au Journal for the Study of the Old Testament .
Wolters publie plusieurs articles sur le livre de Zacharie  et un commentaire majeur qui se concentre sur la façon dont le livre de Zacharie est interprété à travers l'histoire .